# Simuna (sjö i Urais, Mellersta Finland)
Simuna är en sjö i kommunen Urais i landskapet Mellersta Finland i Finland. Den är 11 meter djup. Arean är 39 hektar och strandlinjen är 3,43 kilometer lång. Sjön  ingår i Kymmene älvs huvudavrinningsområde.   Den ligger omkring 26 kilometer nordväst om Jyväskylä och omkring 250 kilometer norr om Helsingfors. 